# رومانو سكاربا
رومانو سكاربا (بالإيطالية: Romano Scarpa)‏ (و. 1927 – 2005 م) هو فنان قصص مصورة، وكاتب سيناريو إيطالي، ولد في البندقية، توفي في مالقة، عن عمر يناهز 78 عاماً.

## جوائز
حصل على جوائز منها:
- جائزة الفتى الأصفر [الإنجليزية]‏ (1990).

## وصلات خارجية
- رومانو سكاربا على موقع IMDb (الإنجليزية)
- رومانو سكاربا في قاعدة بيانات الأفلام على الإنترنت